# Lea Henry
Ludi Henry, coniugata Manning, detta Lea (Colquitt, 22 novembre 1961), è un'ex cestista, allenatrice di pallacanestro e dirigente sportiva statunitense, medaglia d'oro alle olimpiadi del 1984.

## Carriera
Con gli Stati Uniti ha disputato i Giochi olimpici di Los Angeles 1984.